# Cantenay-Épinard
Cantenay-Épinard település Franciaországban, Maine-et-Loire megyében. Lakosainak száma 2397 fő (2022. január 1.). Cantenay-Épinard Angers, Montreuil-Juigné, Avrillé, Écouflant, Feneu, Soulaire-et-Bourg és île Saint-Aubin községekkel határos.

## Népesség
A település népességének változása:
| Lakosok száma | 813  | 1374 | 1632 | 1964 | 2044 | 2125 | 2303 | 2317 | 2362 | 2397 |
|               | 1968 | 1982 | 1990 | 2006 | 2013 | 2015 | 2017 | 2019 | 2020 | 2022 |